# Gotra bimaculata
Gotra bimaculata is een insect uit de familie van de gewone sluipwespen (Ichneumonidae). De wetenschappelijke naam van de soort werd in 1936 gepubliceerd door Cheesman.